# Чола (историјска провинција)
Чола (кореј. 전라도, енгл. Jeolla Province) је историјска провинција у Кореји, једна од осам провинција некадашње краљевине Чосон (1395-1896).

## Позадина
Краљевина Чосон, коју обе Кореје сматрају директним претходником, била је подељена на осам провинција. Три источне провинције (Кјонгсанг, Кангвон и Хамгјонг, од југа према северу) лежале су на обали Јапанског мора. Пет западних провинција (Чола, Чунгчонг, Кјонги,  Хвангхе и Пјонган, идући од југа на север) излазиле су на Жуто море.
Поделом Кореје из 1945, три и по северне провинције (Пјонган, Хвангхе, Хамгјонг и северни део Кангвона) припале су Северној Кореји, док су четири и по јужне провинције (Чола, Чунгчонг, Кјонги, Кјонгсанг и јужни Кангвон) припали Јужној Кореји. Упркос томе, историјске провинције остале су до данас основа админстративне поделе земље у обе Кореје.

## Историја
Као и друге историјске провинције Кореје, Чола је добила име по првим слоговима два најважнија града у провинцији - то су били Чонђу, главни град провинције, и Нађу. Чола је заузимала југозападни део Корејског полуострва, на обалама Жутог мора (на западу) и Корејског мореуза (на југу). Обале су веома разуђене, са бројним острвима и мореузима.
Након поделе Кореје 1945. подељена је у две истоимене провинције у Јужној Кореји.